# Ollainville, Essonne
Ollainville là một xã ở tỉnh Essonne thuộc vùng Île-de-France miền bắc nước Pháp.
Theo điều tra dân số năm 1999, dân số xã này là 3.896.
Danh xưng cư dân địa phương Ollainville trong tiếng Pháp là Ollainvillois.